# Shakin' All Over
Shakin' All Over è un album di cover  del gruppo musicale canadese The Guess Who, pubblicato nel 1971.

## Storia
E' intitolato come l'EP pubblicato nel 1966 dai Guess Who?, primo nucleo dei futuri The Guess Who, ed è una riedizione dello stesso.
Le canzoni vennero reincise per l'occasione, tuttavia, per il brano Shakin' All Over rimase inserita la stessa registrazione del 1965, e si tratta di una cover di Johnny Cash.

## Tracce
1. Shakin' All Over - 2:45
2. Tossin' and Turnin - 3:13
3. Like I Love You - 6:59
4. Where Have You Been - 2:21
5. Shot of Rhythm 'N Blues - 3:45
6. Tuff E Nuff - 2:38
7. Turn Around and Walk Away - 4:16
8. Hurting Each Other - 3:10
9. Don't Be Scared - 3:55

## Formazione
- Burton Cummings – voce, tastiera, sassofono
- Kurt Winter – chitarra, cori
- Greg Leskiw – chitarra, cori, voce (in "One Divided"), banjo (in "One Divided")
- Jim Kale – basso, cori
- Garry Peterson – batteria, cori